# Aleochara bipustulata
Aleochara bipustulata är en skalbaggsart som först beskrevs av Carl von Linné 1761.  Aleochara bipustulata ingår i släktet Aleochara och familjen kortvingar. Arten är reproducerande i Sverige. Inga underarter finns listade i Catalogue of Life.